# Tough Love (canción de Avicii)
«Tough Love» es el segundo sencillo póstumo del disc jockey sueco Avicii, en colaboración con la cantante sueca Agnes y el dúo Vargas & Lagola. Fue lanzado el 9 de mayo de 2019 como el segundo sencillo del próximo álbum póstumo, Tim.

## Antecedentes
Avicii había colaborado anteriormente con Vincent Pontare y Salem Al Fakir de Vargas & Lagola en «Silhouettes», «Hey Brother» y «Without You». Avicii había trabajado anteriormente en la canción en 2016 antes de su último espectáculo en el Ultra de Miami. «Tough Love» inicialmente tenía una estructura sonora diferente, pero fue reelaborado durante las últimas sesiones de estudio de Tim en marzo de 2018. Antes de su muerte, Tim le había enviado un mensaje a Salem y Vincent diciendo que quería que la canción fuera un dúo de una "pareja real" o una pareja que ha trabajado lo suficiente como para ser considerada casi como una pareja. La esposa de Vargas, la cantante sueca Agnes Carlsson, también figura en la canción. «Tough Love» también presenta "influencias de música hindú" en un "pasaje melódico" inspirado en Avicii "cuando estudió la música del noroeste de la India", misma que le había tocado a Pontare y Al Fakir antes de su muerte.